# Pietro Ghinzoni
Pietro Ghinzoni (Milano, 18 febbraio 1828 – Milano, 21 febbraio 1895) è stato un archivista, storico e patriota italiano, successore di Luigi Ferrario alla Scuola di Archivistica, Diplomatica e Paleografia dell'Archivio di Stato di Milano.

## Biografia
Figlio di Vincenzo e di Giuseppina Angelini, Pietro Ghinzoni si formò in studi umanistici a Milano e, nel 1849, entrò come allievo nella Scuola di Archivistica, Paleografia e Diplomatica guidata allora da Giuseppe Cossa. Entrò nell'amministrazione archivistica e governativa quando la Lombardia faceva parte del Regno Lombardo-Veneto a partire dal 7 luglio 1851, quando fu nominato accessista gratuito presso gli Archivi governativi di Milano, continuando da quel momento in avanti a prestare servizio e ad avanzare di carriera sotto il mandato di Giuseppe Viglezzi, di Luigi Osio (durante la quale partecipò alla spedizione regia verso il Regno di Napoli tra il 1860 e il 1861, venendo onorificato nel 1869) e poi di Cesare Cantù. Il 12 dicembre 1871, dopo l'improvvisa scomparsa di Luigi Ferrario, divenne suo successore e docente di paleografia e diplomatica, carica che mantenne fino al 1874, lasciando poi l'incarico a Giuseppe Porro. Fu però sotto il mandato di Cantù (1873-1895) che Ghinzoni avanzò di carriera, passando dall'essere sotto archivista di I classe (23 dicembre 1875) a diventare archivista di prima classe (2 luglio 1890), giungendo a sostituire più volte il Cantù alla direzione dell'Archivio, negli ultimi anni infermo e sempre più anziano. Inoltre, fu sempre in questo periodo che il Ghinzoni poté palesare la sua vena archivistico-storiografica pubblicando ininterrottamente le sue ricerche sulla rivista voluta dallo stesso Cantù, l'Archivio Storico Lombardo, dal primo numero, uscito nel 1874, fino al 1893.

## Opere
Si riportano alcune delle opere di Ghinzoni, trovate sul Servizio Bibliotecario Nazionale e su google.books:
- Pietro Ghinzoni, Cerimonie seguite il 27 e 28 ottobre 1533 in Marsiglia pel matrimonio del Duca d'Orleans con Caterina De Medici, in Archivio storico lombardo, vol. 1-4, n. 1, Milano, tipografia Bortolotti di Dal Bono e C., dicembre 1874, SBN LO10016597.
- Pietro Ghinzoni, Frammento d'una cassa nuziale sforzesca dipinta nel secolo XV, in Archivio storico lombardo, vol. 7, n. 2, Milano, Tip. Bernardoni di C. Rebeschini e C., giugno 1880, SBN LO10809144.

- Pietro Ghinzoni, Nozze e commedie alla corte di Ferrara nel febbraio 1491, in Archivio storico lombardo, vol. 11, n. 4, Milano, tipografia Bortolotti di Dal Bono e C., dicembre 1884, SBN LO11334422.
- Pietro Ghinzoni, La colonna di Porta Vittoria in Milano : notizie raccolte su documenti d'archivio, in Archivio storico lombardo, vol. 14, n. 1, Milano, Dumolard, 1887, SBN CUB0307204.
- Pietro Ghinzoni, Usi e costumi nuziali principeschi: Gerolamo Riario e Caterina Sforza (1473), in Archivio storico lombardo, vol. 5, n. 1, Milano, Bortolotti, marzo 1888, SBN CUB0307208.
- Pietro Ghinzoni, Spedizione sforzesca in Francia: (1465-1466), in Archivio storico lombardo, vol. 7, n. 2, Milano, Bortolotti, giugno 1890, SBN TO01533167.
- Pietro Ghinzoni, Informazioni politiche sul Ducato di Milano, in Archivio storico lombardo, vol. 9, n. 4, Milano, Fratelli Dumolard, dicembre 1892,  pp. 863-881, SBN MIL0892742.